# Living Things
Living Things er Linkin Parks 5. studiealbum udsendt i 20. juni 2012. Første single  Burn it down som blev udsendt 16. april, gik med 7,3 millioner visninger på Youtube direkte på top-100. På dette nye album flytter Linkin Park sig ikke tilbage til det old-style Linkin Park, som de blev kendt for med numre som Numb og In the end.

## Spor
1. "Lost in the Echo" - 3:25
2. "In My Remains" - 3:20
3. "Burn It Down" - 3:50
4. "Lies Greed Misery" - 2:27
5. "I'll Be Gone" - 3:31
6. "Castle of Glass" - 3:25
7. "Victimized" - 1:46
8. "Roads Untraveled" - 3:49
9. "Skin to Bone" - 2:48
10. "Until It Breaks" - 3:43
11. "Tinfoil" - 1:11
12. "Powerless" - 3:44